# Arciconfraternita delle Sacre Stimmate di San Francesco
L'Arciconfraternita delle Sacre Stimmate di San Francesco è un'istituzione religiosa attiva a Roma dalla fine del XIII secolo.

## Storia
Formatasi nel 1297, fu riconosciuta da un pontefice solo nel 1594, quando Papa Clemente VIII approvò la costituzione della confraternita con sede nella Chiesa di San Pietro in Montorio a Roma. Tra i fondatori della Confraternita, la figura predominante è il medico romano Federico Pizzi, devoto a san Francesco d'Assisi.
Lo scopo principale della confraternita era assistere ed aiutare i poveri, particolarmente gli orfani e le vedove. Il noviziato per entrare nella confraternita durava sei mesi. La regola della compagnia era valida sia per gli uomini che per le donne. Tra le donne che ne fecero parte vi fu Beatrice Cenci. La maggior parte dei confratelli proveniva dal Terzo ordine regolare di San Francesco.
Nel 1597 fu assegnata alla Confraternita la chiesa dei Santi Quaranta Martiri de calcarario, nel rione Pigna. Tra il 1714 e il 1721 la chiesa fu radicalmente ristrutturata e arricchita da varie opere dalla stessa confraternita e assunse il nome di Chiesa delle Santissime Stimmate di San Francesco.
Tra la fine del Seicento e la prima metà del Settecento aderirono all'Arciconfraternita diversi celebri pittori operanti a Roma, tra cui Luigi Garzi, Pier Leone Ghezzi, Francesco Trevisani e Giacomo Zoboli.
Lo stendardo della confraternita, esposto in chiesa nelle feste solenni e portato in processione per le vie della città, rappresentante San Francesco che riceve le Stimmate sul fronte e San Francesco con i membri della confraternita sul retro è stato dipinto da Guido Reni, nel 1611 circa.